# Хлябово (Лухский район)
Хлябово — деревня в Лухском районе Ивановской области. Входит в состав Тимирязевского сельского поселения.

## География
Находится в восточной части Ивановской области на расстоянии приблизительно 12 км на запад-северо-запад по прямой от районного центра поселка Лух.

## История
Деревня появилась на карте 1840 года. В 1872 году здесь (тогда Юрьевецкий уезд Костромской губернии) было учтено 22 двора, в 1907 году — 1.

## Население
Постоянное население составляло 118 человек (1872 год), 2 (1897), 2(1907), 25 в 2002 году (русские 96 %), 3 в 2010.